# Tiruchanur
Tiruchanur è una suddivisione dell'India, classificata come census town, di 12.486 abitanti, situata nel distretto di Chittoor, nello stato federato dell'Andhra Pradesh. In base al numero di abitanti la città rientra nella classe IV (da 10.000 a 19.999 persone).

## Società

### Evoluzione demografica
Al censimento del 2001 la popolazione di Tiruchanur assommava a 12.486 persone, delle quali 6.175 maschi e 6.311 femmine. I bambini di età inferiore o uguale ai sei anni assommavano a 1.353, dei quali 684 maschi e 669 femmine. Infine, coloro che erano in grado di saper almeno leggere e scrivere erano 8.557, dei quali 4.612 maschi e 3.945 femmine.